# 2048: Nowhere to Run
2048: Nowhere to Run là phim ngắn khoa học viễn tưởng neo-noir của Mỹ năm 2017. Cùng với 2036: Nexus Dawn và Blade Runner Black Out 2022, 2048: Nowhere to Run là một trong ba phim ngắn tiền truyện của phim điện ảnh Tội phạm nhân bản 2049 (2017). Phim ngắn được ra mắt vào ngày 16 tháng 9 năm 2017, gần ba tuần trước ngày phim điện ảnh được công chiếu. Phim ngắn có sự tham gia của nam diễn viên Dave Bautista trong vai Sapper Morton, một nhân vật trong Tội phạm nhân bản 2049, cùng với Orion Ben. Phần kịch bản của phim ngắn do hai nhà biên kịch của Tội phạm nhân bản 2049 Hampton Fancher và Michael Green đảm nhiệm, và Luke Scott, con trai của đạo diễn phần phim Blade Runner gốc Ridley Scott, ngồi ghế đạo diễn.
Phim lấy bối cảnh tại một thành phố Los Angeles giả tưởng vào năm 2048, một năm trước những sự kiện của Tội phạm nhân bản 2049, kể về việc Morton bảo vệ hai mẹ con khỏi nhóm côn đồ, dẫn đến việc danh tính tội người nhân bản của anh bị lộ ra.

## Nội dung
Tại Los Angeles năm 2048, Sapper Morton đi qua một con phố đông đúc, anh bị một nhóm côn đồ tiếp cận nhưng anh đã lờ chúng đi. Khi cặp Ella, anh đưa cô bé cuốn sách The Power and the Glory để đọc. Khi rời đi, Sapper tới một khu chợ để bán đỉa và thu về 3.000 USD, tức 1.000 USD ít hơn số anh cần. Sau khi rời khu chợ, Sapper thấy Ella và mẹ mình bị nhóm côn đồ mà anh lờ đi trước đó quấy rối. Tức giận, Sapper đánh bọn côn đồ và vô tình giết chết hầu hết bọn chúng. Giữa những lời xì xào bàn tán, Sapper bỏ đi và đánh rơi giấy tờ chứa thông tin cá nhân của mình. Một người theo dõi, đã bám sát Sapper từ trước đó, gọi điện cho Sở Cảnh sát thành phố Los Angeles báo cáo về việc anh có thể vừa nhìn thấy một người nhân bản.

## Diễn viên
- Dave Bautista vai Sapper Morton, một người nhân bản Nexus-8
- Gerard Miller vai Salt
- Gaia Ottman vai Ella
- Björn Freiberg vai Người theo dõi
- Orion Ben vai Người mẹ
- Adam Savage vai quần chúng (khách mời)

## Phát hành
Ngày 29 tháng 8 năm 2017, các nguồn tin cho biết Denis Villeneuve đã lựa chọn ba nhà làm phim để thực hiện ba phim ngắn về các sự kiện quan trọng diễn ra trong khoảng thời gian giữa hai bộ phim Blade Runner và Tội phạm nhân bản 2049. Phim ngắn thứ hai, 2048: Nowhere to Run, được ra mắt vào ngày 16 tháng 9 năm 2017, gần ba tuần trước ngày phim điện ảnh được công chiếu.